# Jubé de la chapelle Notre-Dame-de-Pendréo
Le jubé de la Chapelle Notre-Dame-de-Pendréo à Belle-Isle-en-Terre, une commune du département des Côtes-d'Armor dans la région Bretagne en France, est un jubé datant du XVIe siècle. Il est classé monument historique au titre d'objet depuis le 1er mai 1911. 
Ce jubé en bois polychrome est soutenu par quatre colonnes ciselées en torsades et ornées de pampres et de grappes de raisin. Sous celles, pendent sept anges portant des banderoles. La face du jubé tournée vers l'autel est décorée de feuillages er d'entrelacs d'inspiration celtique. L'autre face présente douze panneaux polychromes où figurent les apôtres, reconnaissables par leurs attributs.    

## Liens externes

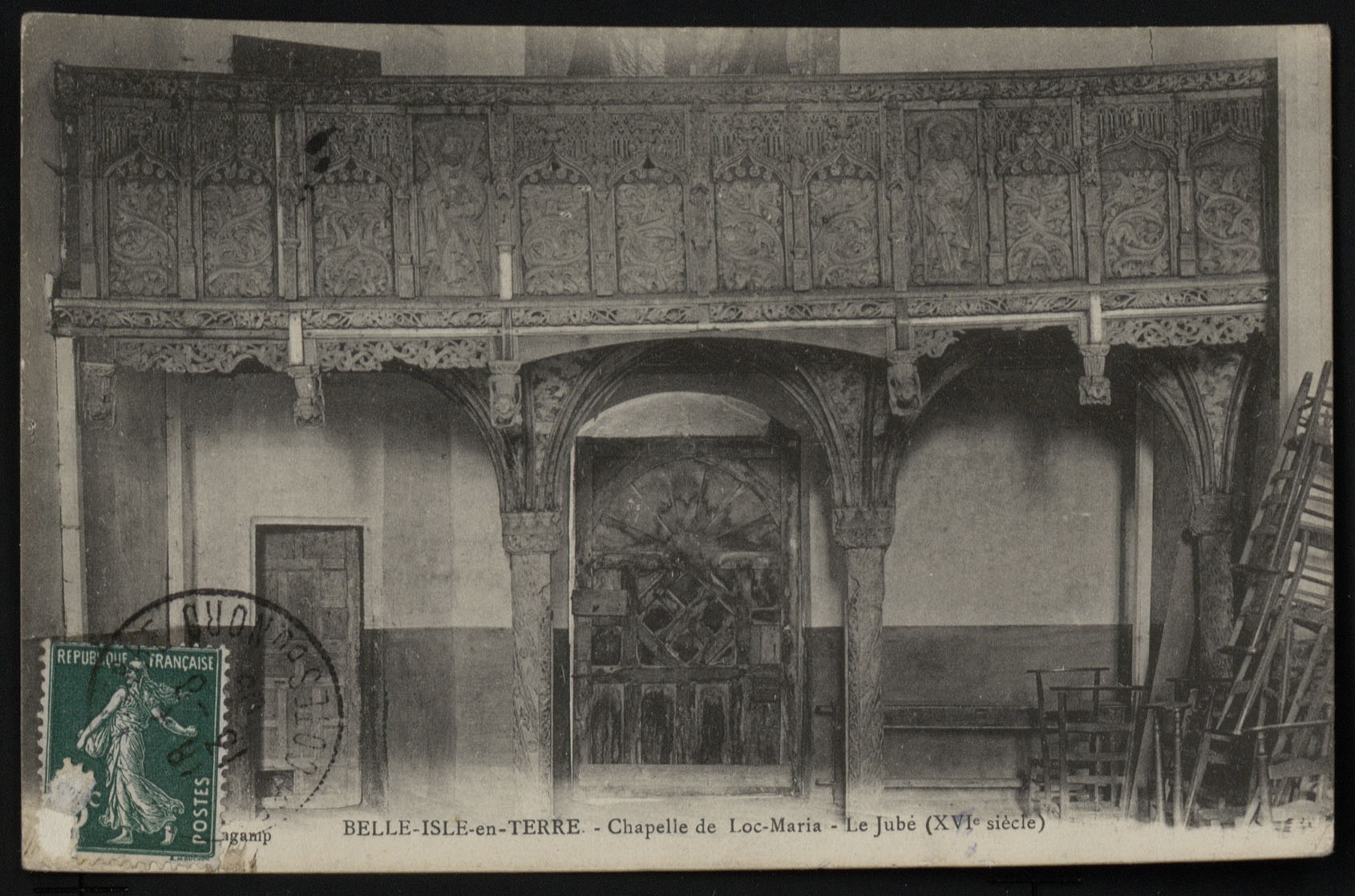
Carte postale (1904-1908)